# 鄭龍
鄭 龍（漢音読み：てい りゅう、簡体字：郑龙、繁体字：鄭龍、拼音：Zhèng Lóng、Zheng Long、1988年4月15日 - ）は、中華人民共和国・山東省青島市出身のサッカー選手。中国サッカー・スーパーリーグ・大連一方足球倶楽部所属。ポジションはミッドフィールダー、フォワード。

## 来歴

### クラブ

#### 広州恒大
2013年7月、青島中能から期限付き移籍で広州恒大に移籍した。2014年からは完全移籍をした。移籍金は2300万元である。
2015年12月24日に広州恒大との契約を更新した。契約年数は2〜5年と発表された。
2015年FIFAクラブワールドカップ、クルブ・アメリカ戦(2－1)で同点ゴール、同大会で初めて得点した中国人選手となった。
2019年に大連一方に移籍。

## 所属クラブ
プロ経歴
- 2006年 - 2013年  青島中能足球倶楽部
  - 2013年 → 広州恒大足球倶楽部 (期限付き移籍)
- 2014年 -  広州恒大足球倶楽部 / 広州恒大淘宝足球倶楽部
  - 2019年 → 大連一方足球倶楽部 (期限付き移籍)

## 代表歴

### 出場大会
なし

### 試合数
国際Aマッチ 10試合 4得点（2009年- ）
| 中国代表 | 国際Aマッチ | 国際Aマッチ |
| 年       | 出場        | 得点        |
| -------- | ----------- | ----------- |
| 2009     | 4           | 0           |
| 2013     | 2           | 3           |
| 2015     | 3           | 0           |
| 通算     | 9           | 3           |

### ゴール
| #  | 開催年月日    | 開催地                                                                   | 対戦国       | スコア | 結果 | 試合概要       |
| -- | ------------- | ------------------------------------------------------------------------ | ------------ | ------ | ---- | -------------- |
| -  | 2009年11月8日 | クウェート, クウェート市, アル・クウェート・スポーツ・クラブ・スタジアム | クウェート   | 1-1    | 2-2  | 非公式親善試合 |
| 1. | 2013年9月6日  | 中華人民共和国, 天津市, 天津奥林匹克体育中心体育場                       | シンガポール | 5-1    | 6-1  | 親善試合       |
| 2. | 2013年9月6日  | 中華人民共和国, 天津市, 天津奥林匹克体育中心体育場                       | シンガポール | 6-1    | 6-1  | 親善試合       |
| 3. | 2013年9月10日 | 中華人民共和国, 天津市, 天津奥林匹克体育中心体育場                       | マレーシア   | 1-0    | 2-0  | 親善試合       |

## タイトル

### クラブ
広州恒大
- AFCチャンピオンズリーグ：2回 (2013, 2015)
- 中国サッカー・超級リーグ：3回 (2013, 2014, 2015)
- 中国サッカー・スーパーカップ：1回 (2016)